# Søren Jensen (politiker)
 Der er flere personer med dette navn, se Søren Jensen.
Søren Jensen (født 24. september 1835 i Balle, Viborg Amt, død 3. marts 1921) var lærer og politiker.
Søren Jensen blev født i Balle i Viborg Amt, hans fader var gårdmand og velhavende, og da den unge Jensen var begavet og lærelysten, kom han på Lyngby Seminarium og blev ved 20-års alderen skolelærer i Årslev. Han var Landstingsmand for 9. kreds fra 30. september 1890 samt medlem af Rigsretten. Før da var han sognerådsformand. Han var en af Venstres veteraner.  Han stillede op i 1872 og senere, dels i Hjørringkredsen dels i Randerskredsen, uden at opnå valg. Hans lærergerning havde ført ham over på denne østjyske egn, hvor han i den lokale politik gjorde et betydeligt arbejde og bl.a. var med til at skaffe den højresindede Randers by sit første Venstreblad i 1874, Randers Dagblad, og da det blev moderat sit andet Venstreblad Randers Venstreblad. Han var medlem af Landstingets Finansudvalg og havde andel i skolelovens gennemførelse.

## Ekstern henvisning
- Digitaliserede udgaver af Randers Dagblad i Mediestream
- Læs om Randers Dagblad i opslagsværket "De Danske Aviser"